# Grabhügelfeld Großer Kellenberg

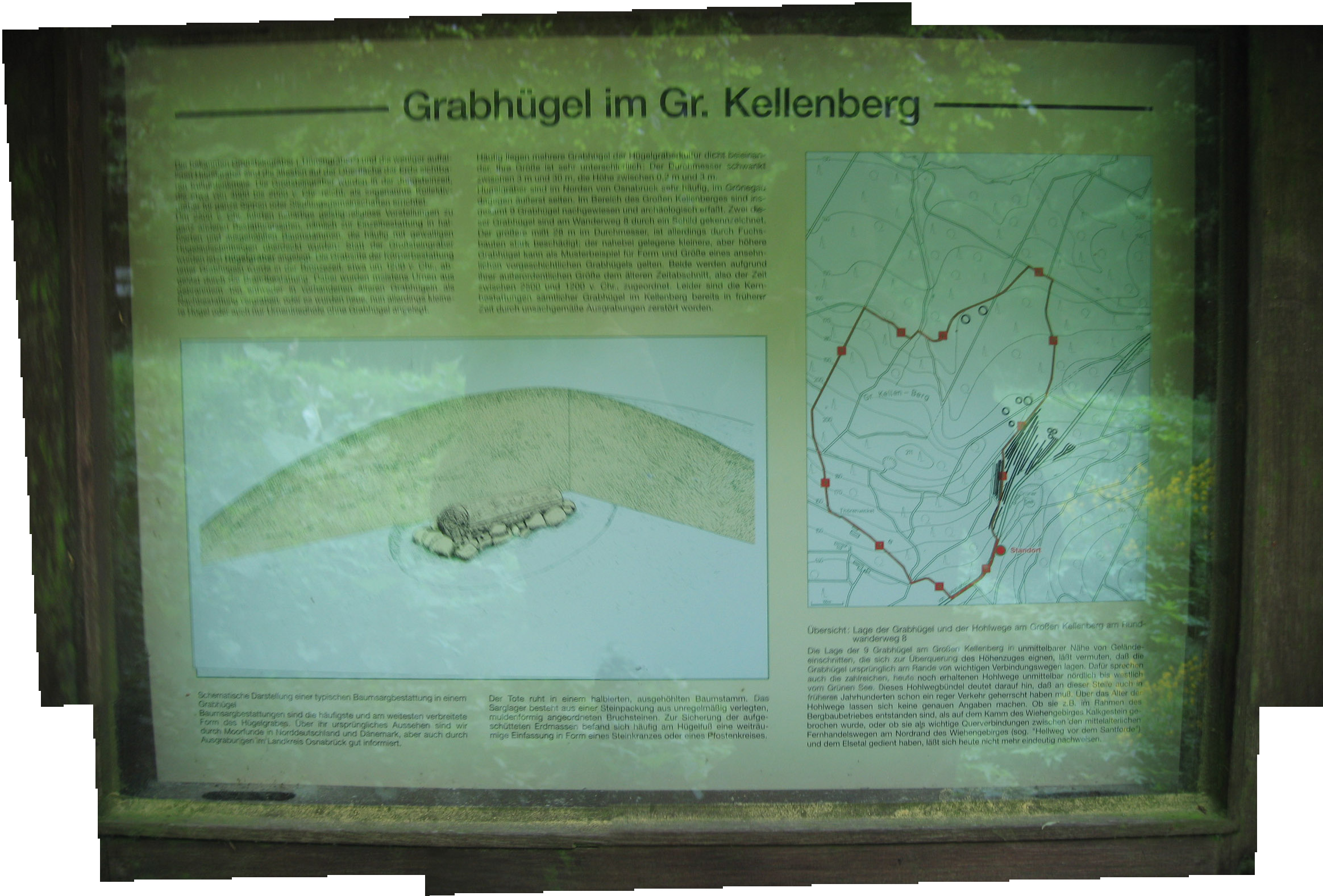
Touristische Hinweistafel am Grünen See

Das Grabhügelfeld Großer Kellenberg befindet sich nördlich von Melle in Niedersachsen am Großen Kellenberg.
Insgesamt wurden in dem Waldgebiet neun Hügelgräber identifiziert. Die am besten erhaltenen sind deutlich im Gelände auszumachen. Der größte Grabhügel hat einen Durchmesser von fast 30 m. Durch unsachgemäße Grabungen sind die Kerne mit dem Baumsarg stark beschädigt. Die Gräber werden der Jungsteinzeit (2500 bis 1220 v. Chr.) zugerechnet.